# Polykarp von Smyrna

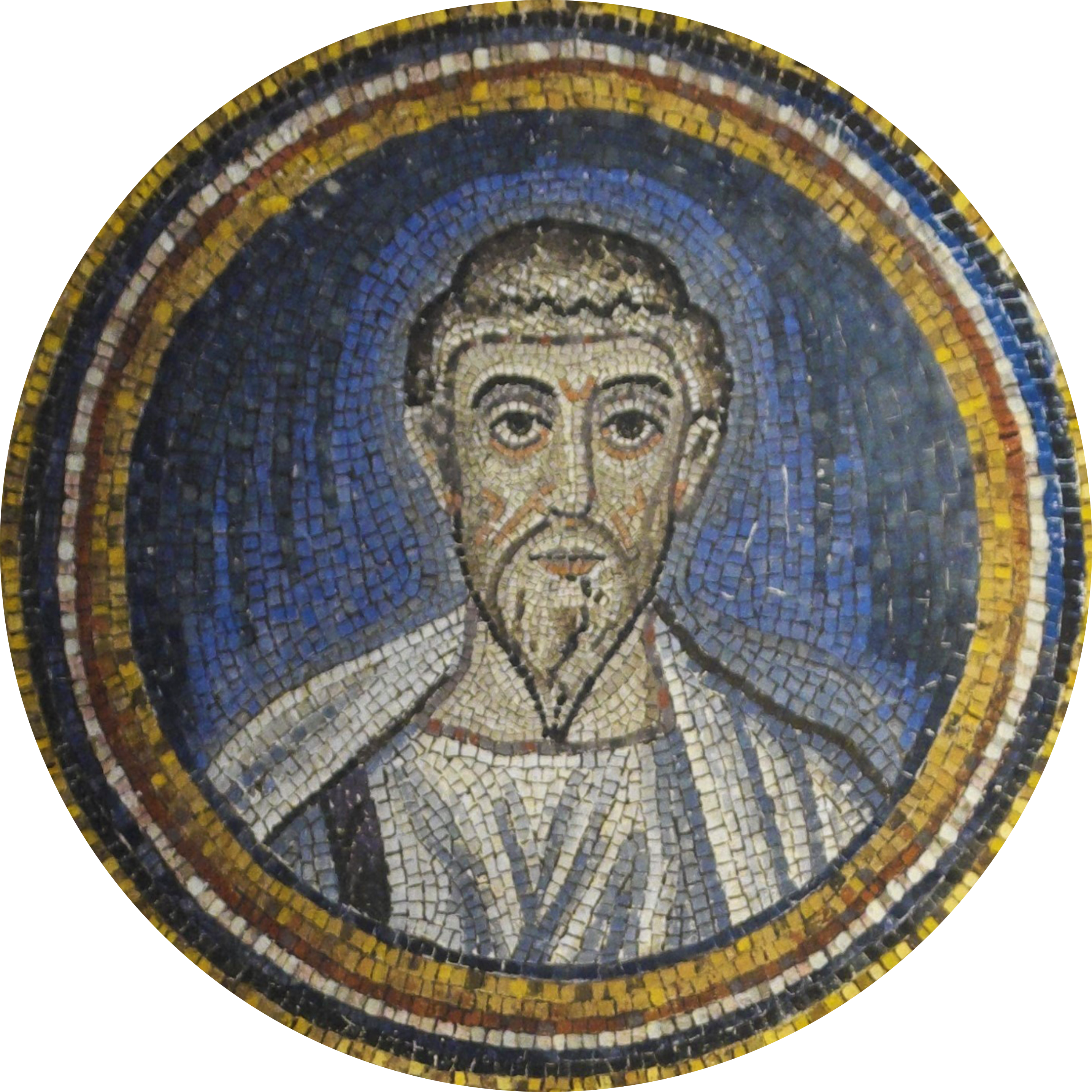
Mosaik-Medaillon des Polykarp von Smyrna (Erzbischöfliche Kapelle in Ravenna, 6. Jahrhundert)

Polykarp von Smyrna (altgriechisch Πολύκαρπος ὁ Σμυρναῖος Polýkarpos ho Smyrnaĩos, deutsch ‚Polykarp der Smyrner‘; * um 69; † 155 nach der Frühdatierung oder † 167 nach der Spätdatierung) war eine Führungspersönlichkeit des kleinasiatischen Christentums im 2. Jahrhundert. Aufgrund des ihm zugeschriebenen sehr hohen Lebensalters von 86 Jahren verband er in seiner Biografie die Zeit der Apostel, als deren Schüler er galt, und die Zeit des sich herausbildenden monarchischen Bischofsamtes (Monepiskopat). 
Seit dem 17. Jahrhundert werden frühchristliche, nichtbiblische Schriften unter dem Oberbegriff Apostolische Väter zusammengefasst. Der Brief des Polykarp an die Philipper und der Bericht über das Martyrium Polykarps wurden stets zu dieser Schriftensammlung gerechnet.

## Name
Das Adjektiv πολύκαρπος polýkarpos bedeutet „reich an Frucht, fruchtbar“. Der Personenname Polykarpos ist erstmals im Brief des Polykarp an die Philipper sowie den Ignatiusbriefen und dann ab Mitte des 2. Jahrhunderts n. Chr. belegt; er entspricht dem gleichbedeutenden, häufigen und früher bezeugten lateinischen Namen Fructuosus.

## Leben

### Frühdatierung versus Spätdatierung
Die Lebensdaten Polykarps werden durch Rückrechnen von seinem Todesdatum gewonnen; je nachdem ob man der Datumsangabe im Martyrium Polycarpi oder der Chronik des Eusebius von Caesarea folgt, differieren die Angaben um etwa zwölf Jahre:
- Frühdatierung: Ein Nachtrag im Martyrium Polycarpi bietet folgende Datierung: „Der selige Polykarp erlitt das Martyrium am zweiten (Tag) des beginnenden Monats Xanthikos, am 23. Februar …, am großen Sabbat, um die achte Stunde. Er wurde ergriffen von Herodes zur Zeit des Oberpriesters Philippus von Tralles unter dem Prokonsulat des Statius Quadratus.“[2] Zahlreiche Kirchenhistoriker halten diese Angaben für historisch belastbar. Da C. Iulius Philippus von Tralles 149 als Asiarch bezeugt ist und L. Statius Quadratus 142 consul ordinarius war, sein Prokonsulat daher für 155 anzunehmen ist, ergibt sich daraus eine Frühdatierung des Todesdatums Polykarps um 155 n. Chr.
- Spätdatierung: Eusebius von Caesarea datierte das Martyrium Polykarps in das 7. Regierungsjahr des Kaisers Mark Aurel (167); auch diese Datierung wird oft vertreten.

Henri Grégoire und Paul Orgels argumentieren, dass der Martyriumsbericht eine antimontanistische Tendenz habe und daher nicht vor 170 geschrieben worden sein könne; durch einen Schreibfehler in Eusebius’ Chronicon sei statt des 17. das 7. Jahr Kaiser Mark Aurels (d. h. 177 statt 167 n. Chr.) überliefert worden. Das Martyrium fand demnach im Jahr 177 n. Chr. statt. Silvia Ronchey zufolge starb Polykarp im Jahr 167 den Märtyrertod, aber sein Martyriumsbericht wurde wegen einer generell pro-römischen Tendenz und verschiedenen Anachronismen erst in der zweiten Hälfte des 3. Jahrhunderts verfasst. Mit dieser Spätdatierung des Martyriumsberichts greift Ronchey einen alten Vorschlag Karl Theodor Keims (Aus dem Urchristenthum, 1878) wieder auf.
Als Polykarp am Ende seines Lebens im Verhör vor dem Prokonsul Statius Quadratus aufgefordert wurde, Jesus Christus zu lästern, antwortete er dem Martyrium Polycarpi zufolge: „Sechsundachtzig Jahre diene ich ihm, und er hat mir kein Unrecht zugefügt; wie kann ich da meinen König verfluchen, der mich erlöst hat?“ Man nimmt allgemein an, dass diese 86 Jahre nicht ab dem Taufdatum gerechnet sind, sondern die gesamte Lebenszeit meinen – für die Römische Kaiserzeit hatte Polykarp jedenfalls ein ganz ungewöhnlich hohes Alter erreicht. Bei angenommener Hinrichtung um 155 (Frühdatierung) kommt man so auf ein Geburtsjahr um 69.

### Anfänge des Christentums in Smyrna
Die Hafenstadt Smyrna stand in römischer Zeit im Schatten der Nachbarstadt Ephesos. Eine christliche Gemeinde in der kleinasiatischen Hafenstadt Smyrna wird weder in den Briefen des Paulus von Tarsus noch in der Apostelgeschichte des Lukas erwähnt; das früheste Zeugnis für ihre Existenz ist die Johannesoffenbarung. Bei ihrer Abfassung war Polykarp „noch zu jung, um eine zentrale Aufgabe in der Gemeinde zu erhalten.“
Laut der Johannesoffenbarung waren die Christen in Smyrna sozial schwach und arm. Der Verfasser hebt den Gegensatz zwischen der christlichen Gemeinde in Smyrna und einer sogenannten „Synagoge (wörtlich: Versammlung) des Satans“ hervor. Ihre Mitglieder bezeichnten sich demnach als Juden, aber ohne es zu sein. Der älteren Forschung zufolge ist damit die jüdische Gemeinde von Smyrna gemeint, die dem Christentum feindlich gesonnen gewesen sei. Die Schwierigkeit dieses Erklärungsmodells ist, dass die Smyrnaer Juden sich nicht nur selbst Juden nannten, sondern selbstverständlich auch von ihrer Umwelt so genannt wurden. Dies kann eine in der neueren Forschung vertretene Interpretation erklären: Laut Martin Karrer handelt es sich dabei nicht um die jüdische Synagogengemeinde, sondern um eine Gruppe von Smyrnaern, die „den jüdischen Monotheismus pflegten und sich deshalb sozial Juden nennen wollten, ohne die Propria der christlichen Gemeinde zu teilen.“
In der Johannesoffenbarung wird den Christen von Smyrna angekündigt, dass sie eine wenige Tage dauernde Verfolgung durchstehen müssten, bei der auch einige Mitglieder ins Gefängnis geworfen würden. Eine so kurze Haft schließt aber aus, dass den Christen schwere Delikte vorgeworfen wurden.

### Polykarps Leitung der Smyrnaer Ortskirche
Der aus Smyrna stammende Irenäus von Lyon hatte Polykarp in seiner frühen Jugend persönlich kennengelernt. In Adversus haereses schrieb er, Polykarp sei von den Aposteln unterrichtet und von diesen „in der Kirche von Smyrna als Bischof von Asien eingesetzt worden.“

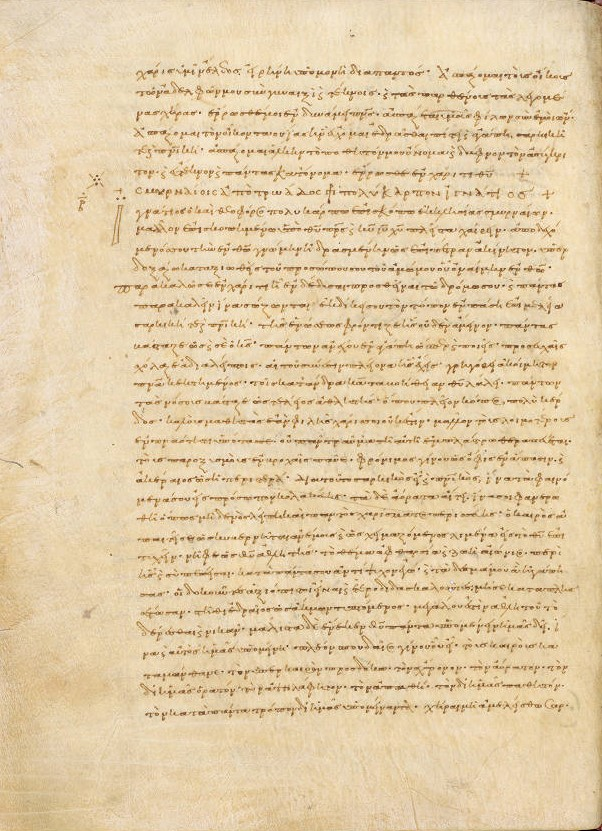
Brief des Ignatius an Polykarp im Codex Mediceo-Laurentianus 57,7, fol. 243v

Die Ignatiusbriefe (mittlere Rezension) entwerfen folgendes Bild: Ignatius, der Bischof der syrischen Metropole Antiochia am Orontes, wurde von den römischen Behörden verhaftet und zum Tode verurteilt; zur Hinrichtung wurde er als Gefangener nach Rom überstellt. Römisches Militär brachte ihn auf dem Landweg durch Kleinasien. In Smyrna legte der Gefangenentransport einen Zwischenaufenthalt ein. Hier traf Ignatius den Ortsbischof Polykarp und schrieb mehrere Briefe an kleinasiatische Gemeinden. Weiter ging es nach Troas, von wo aus Ignatius sowohl an die Gemeinde in Smyrna als auch separat an deren Bischof Polykarp schrieb. Eine spätere Station des Gefangenentransports war Philippi in Makedonien. Hier beauftragte Ignatius die örtliche Christengemeinde, einen Brief an die syrischen Christen (also wohl an die Ortskirche in Antiochia) zu verfassen und diesen an Bischof Polykarp von Smyrna zu schicken, der für die Weiterleitung des Briefes nach Syrien sorgen werde. Der Brief des Polykarp an die Philipper schließt an diese Situation an: Polykarp hatte demnach den Brief der Philipper nach Syrien zur Weiterleitung erhalten; in ihrem Begleitschreiben baten sie um Unterweisung über das Thema der Gerechtigkeit, aber auch um Kopien der von Ignatius an kleinasiatische Gemeinden verfassten Briefe. Polykarp schickte der christlichen Gemeinde in Philippi zusammen mit seinem eigenen Antwortbrief jene sieben Ignatiusbriefe, die von einem Teil der Forschung als authentisch betrachtet werden. In der Welt der Ignatiusbriefe (ob real oder literarische Fiktion) ist die Ortskirche von Smyrna geradezu das christliche Zentrum der Provinz Asia. Er hat zu Polykarp als dem Ortsbischof ein so enges Verhältnis, dass er einen seiner sieben Briefe an ihn adressiert (Brief des Ignatius an Polykarp), er grüßt einzelne Familien und weitere persönliche Bekannte in Smyrna. Während die Ignatiusbriefe mehrfach vor Ioudaismos warnen, spielt dieses Thema in der Korrespondenz mit Smyrna keine Rolle.
Der Philipperbrief des Polykarp ist so eng mit dem Corpus der sieben Ignatiusbriefe verklammert, dass Zweifel an deren Authentizität auch auf den Brief des Polykarp zurückwirken. Diese Zweifel werden von einem Teil der Forscher vertreten. Deutliche Unterschiede in Sprache und Stil schließen allerdings aus, dass Ignatiusbriefe und Polykarpbrief von der Hand des gleichen Fälschers stammen. Denkbar ist, dass der Polykarpbrief „ein erst im Dienst der ignatianischen Fälschung fingiertes Schreiben“ ist. In jedem Fall bleibt als Rätsel, dass der Verfasser des Polykarpbriefs nichts vom Zentralthema der Ignatiusbriefe zu wissen scheint – dem Monepiskopat. Dieses Konzept besagt, dass alle kirchlichen Probleme sich wie von selbst lösen, wenn alle Christen sich der souveränen Leitung ihres Ortsbischofs unterstellen. Im Gegenteil schließt sich der Verfasser des Polykarpbriefs mit einem Kollegium von Presbytern zusammen. Wer für die Authentizität der Ignatiusbriefe plädiert, könnte hier argumentieren, dass Ignatius bei seinem Aufenthalt in Smyrna entgangen sei, dass diese Ortskirche kollegial geleitet wurde und Polykarp seine Rolle nicht im Sinne des Monepiskopats verstand. Und hätte nicht ein Fälscher den Polykarpbrief als Begleitschreiben der Ignatiusbriefe deren Zentralthema Monepiskopat explizit vertreten lassen? Andererseits könnte der Polykarpbrief mit seinen Bezügen auf Briefe des Ignatius von Antiochia authentisch sein – aber diese Ignatiusbriefe sind verloren und nicht identisch mit den sieben traditionell als authentisch betrachteten Ignatiusbriefen. In der Adressatengemeinde in Philippi gibt es dem Polykarpbrief zufolge Presbyter und Diakone, denen man Gehorsam schuldet – auch dort also zu seiner Zeit kein Bischofsamt und kein Monepiskopat.

### Romreise
Als Anicetus Bischof von Rom war (150er Jahre), besuchte Polykarp die Hauptstadt. Irenäus zufolge bekehrte er viele Häretiker, indem er die von den Aposteln überlieferte christliche Lehre verkündete. Dieser Rombesuch war auch durch Meinungsverschiedenheiten über den Termin des Osterfestes veranlasst. Polykarp war nämlich nach kleinasiatischer Tradition Quartodezimaner. Trotz der unterschiedlichen Ostertermin-Datierungen blieben Anicetus und Polykarp in kirchlicher Gemeinschaft. Polykarp trat in Rom als Repräsentant aller Ortskirchen von Asia auf.
Die Begegnung mit Polykarp ist das bestbezeugte Ereignis aus der Amtszeit des Anicetus. Es wird nicht nur von Irenäus und, ihm folgend, Eusebius von Caesarea erwähnt, sondern auch von Hieronymus und Rufinus von Aquileia. „Es ist unerklärlich, dass dieser Besuch keinen Niederschlag im Liber Pontificalis gefunden hat, während das Chronicon Paschale … darüber berichtet.“

### Märtyrertod

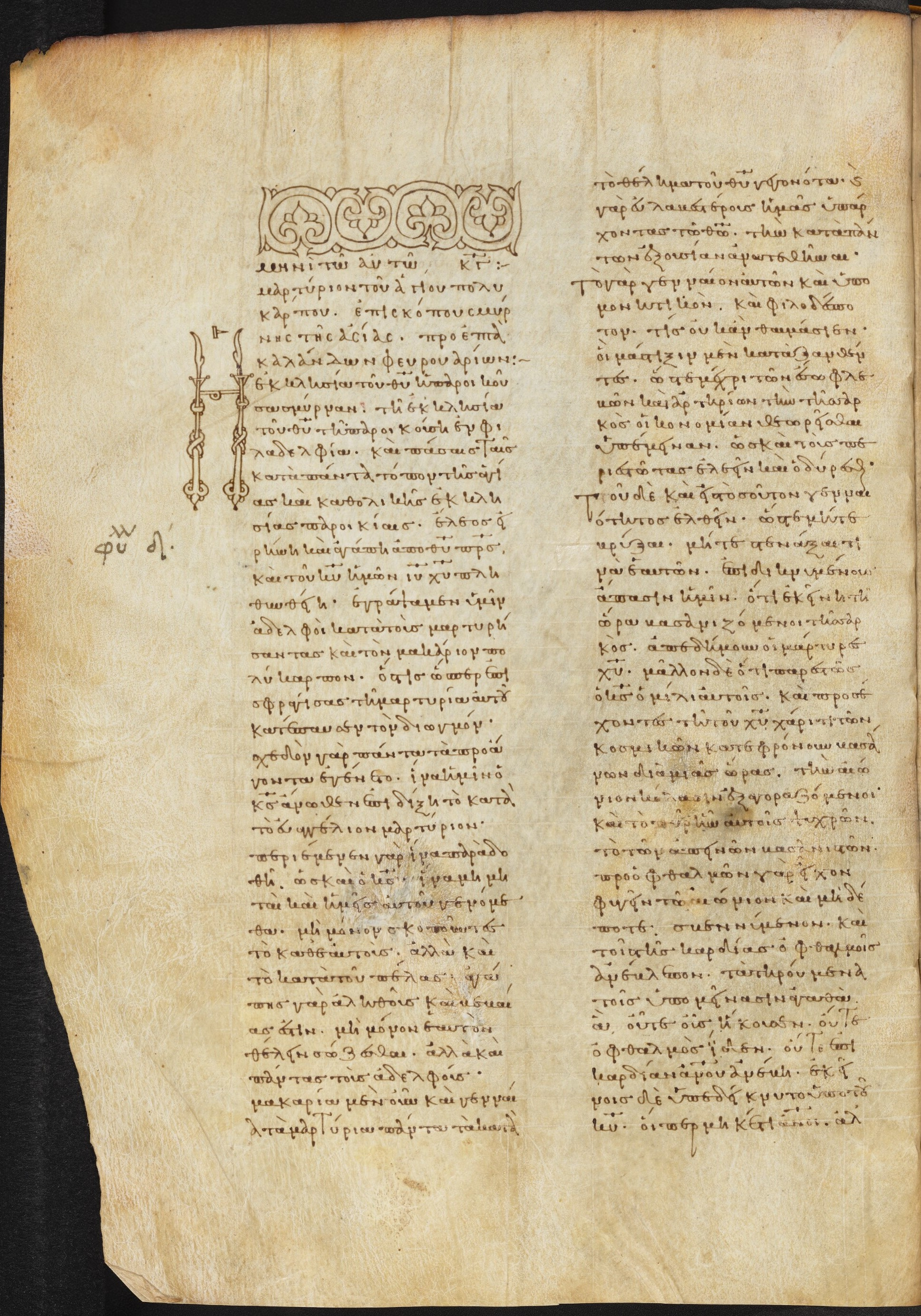
Beginn des Martyrium Polycarpi im Codex Baroccianus, 10. Jahrhundert (Bodleian Library)

Das Martyrium Polycarpi gilt vielen Kirchenhistorikern als kurz nach dem Tod Polykarps verfasster Martyriumsbericht, der historisch belastbare Informationen enthalte. Demnach verließ Polykarp auf Wunsch seiner Gemeindeglieder während einer lokalen Christenverfolgung die Stadt Smyrna und begab sich auf ein Landgut. Einmal wechselte er das Versteck, wurde dann aber von seinen Häschern aufgespürt und ließ sich von ihnen festnehmen. Auf dem Weg zurück nach Smyrna nahmen der Irenarch Herodes und dessen Vater Niketas Polykarp zu sich in ihren Reisewagen. Sie versuchten, ihn zu überzeugen, den Kaiser als Kyrios zu ehren und ein Opfer darzubringen. Polykarp weigerte sich. Sie stießen ihn aus dem Wagen, so dass er zu Fuß und verletzt in Smyrna eintraf. Im Stadion von Smyrna wartete bereits eine lärmende Zuschauermenge. 
Polykarp wurde dem Prokonsul vorgeführt. Dieser forderte ihn auf, bei der Tyche des Kaisers zu schwören, ein Opfer darzubringen und Christus zu verfluchen, um sein Leben zu retten. Polykarp lehnte ab. Daraufhin ließ der Prokonsul der Menschenmenge auf den Zuschauerrängen verkünden, Polykarp habe sich als Christ bekannt. Die Menge aus Heiden und Juden schrie: „Dieser ist der Lehrer Asiens, der Vater der Christen, der Zerstörer unserer Götter, der durch seine Lehre viele bewegt, nicht zu opfern und anzubeten!“ Sie forderte, ihn den wilden Tieren vorzuwerfen. Der Prokonsul erklärte, die Tierhetzen seien bereits beendet. Daraufhin fordert die wütende Menge, Polykarp lebendig zu verbrennen und trug selbst das Brennmaterial herbei, wobei sich besonders die Juden hervortaten – das Martyrium Polycarpi hat eine deutlich antijüdische Tendenz; möglicherweise soll die Ähnlichkeit der Hinrichtung Polykarps mit der Passion Jesu Christi auf diese Weise betont werden. Der alte Bischof legte seine Oberkleider ab und bat, ihn nicht anzunageln. Er wurde daraufhin festgebunden und das Brennmaterial um ihn aufgeschichtet. Polykarp sprach ein feierliches Gebet. Danach wurde der Scheiterhaufen entzündet. Die anwesenden Christen erlebten dem Martyriumsbericht zufolge Wunderbares: „… das Feuer nahm die Form einer Wölbung an, wie ein vom Wind aufgeblähtes Schiffssegel … Er befand sich mittendrin, nicht wie Fleisch, das brät, sondern wie Brot, das gebacken wird, oder wie Gold und Silber, das im Schmelzofen gereinigt wird. Auch empfanden wir einen solchen Wohlgeruch wie von duftendem Weihrauch …“ Da das Feuer dem Polykarp nichts anhaben konnte, wurde einem confector befohlen, ihn mit einem Dolch zu erstechen. So starb Polykarp. Aus der Wunde flog eine Taube hervor, und die austretende große Blutmenge löschte das Feuer des Scheiterhaufens. Da es schwer vorstellbar ist, wie der confector durch den brennenden Scheiterhaufen nah genug an den Verurteilten herankam, um ihm mit einem Dolch den Todesstoß geben zu können, wird in der Literatur gerne angenommen, dass ein Wind die Flammen auseinandergetrieben habe; diese Rationalisierungen verkennen aber, so Paul A. Hartog, die klare Absicht des Verfassers, beim Sterben Polykarps von Wundern zu erzählen.
Gerd Buschmann betont, dass das Motiv der Christusnachahmung, welches das Martyrium Polycarpi durchgängig kennzeichnet, sehr alt sei. Sowohl der Märtyrerkult als auch das liturgische Gebet, das Polykarp vor seiner Hinrichtung in den Mund gelegt wird, passen nach seiner Einschätzung ins 2. Jahrhundert. Einen Augenzeugenbericht, der nur die reinen Tatsachen mitteilen wollte, habe es nie gegeben. Die Gegenposition vertritt Bart D. Ehrman: „Es ist ein legendarischer Bericht, der einfach wie ein Augenzeugenbericht geschrieben wurde. Also ist es eine Fälschung. Die berichteten Ereignisse wurden bis in die Zeit des Verfassers mündlich überliefert, was zweifellos der Grund ist, warum es darin Reste historischer Reminiszenzen gibt, die im 2. Jahrhundert in der Tat Sinn machen.“

## Werk
Von Polykarp waren in der frühen Kirche eine Reihe von Briefen an Nachbargemeinden bekannt. Heute ist allerdings nur noch sein Brief an die Philipper erhalten. Er wendet sich explizit an die Gemeinde in Philippi als eine Gründung des Apostels Paulus: „Denn weder ich noch ein anderer meinesgleichen kann an die Weisheit des seligen und glorreichen Paulus heranreichen, der, als er unter euch war, … das Wort von der Wahrheit gelehrt hat, der euch auch, als er abwesend war, Briefe geschrieben hat; wenn ihr euch in sie vertieft, werdet ihr erbaut werden können ...“
Kenntnis der Paulusbriefe (inklusive Deuteropaulinen und Pastoralbriefe) zeigt sich durch Zitate und Anspielungen. Ohne dass im Polykarpbrief je der Name Petrus fällt, wird auch der 1. Petrusbrief ausgiebig genutzt.
Hans Conzelmann vertrat die These, dass Polykarp der Verfasser der Pastoralbriefe sei. Auch beim Brief an Diognet wurde eine Verfasserschaft des Polykarp erwogen.

## Wirkungsgeschichte
„Mitte des zweiten Jahrhunderts hatten die Christen von Smyrna allen Grund, stolz zu sein. Im Osten kam der Ortskirche von Smyrna für eine Weile keine andere gleich; im Westen rivalisierte sie mit Rom dank ihres Bischofs Polykarp, ὁ τῆς Ἀσίας διδάσκαλος ho tēs Asías didáskalos, dem Lehrer von Asia.“
Die stärkste kirchengeschichtliche Wirkung Polykarps ging, so Hubertus Drobner, von dessen Romreise aus: Als nämlich Bischof Viktor I. von Rom im Osterfeststreit alle christlichen Ortskirchen auf die Feier des Osterfestes am Sonntag nach dem Frühlingsvollmond verpflichten wollte, widersetzten sich die Christen in Kleinasien mit Erfolg und verteidigten ihre quartodezimanische Tradition, wobei sie sich auf Polykarp von Smyrna beriefen.
Für Tertullian manifestierte sich um die Wende zum dritten Jahrhundert der apostolische Ursprung von Ortskirchen darin, dass der erste Gemeindeleiter der nachapostolischen Zeit von einem Apostel oder Apostelschüler in sein Amt eingesetzt worden war. Er verwies für Rom auf den von Simon Petrus eingesetzten Clemens und für Smyrna auf den vom Apostel Johannes eingesetzten Polykarp; Clemens und Polykarp bezeichnete er als „Schösslinge apostolischen Samens“ (apostolici seminis traduces); sie seien berechtigt, als Übermittler der apostolischen Lehre selbst neue Gemeinden zu gründen.
Die Harris-Fragmente, vier koptische Papyrustexte, wurden 1999 von Frederick W. Weidmann publiziert. Sie werfen ein neues Licht auf die traditionell angenommene Beziehung zwischen dem Apostel Johannes und Polykarp. Demnach war Polykarp der letzte Schüler des Johannes, und nachdem letzterer eines friedlichen Todes gestorben war, musste Polykarp an dessen Stelle den Märtyrertod erleiden.
Die Vita Polycarpi wird von Alistair Stewart-Sykes ins 3. Jahrhundert datiert, während die Forschung mehrheitlich eine spätere Abfassung vertritt. Sie entwirft ein von Irenäus unabhängiges Bild Polykarps. Demnach wuchs Polykarp im Haushalt einer reichen Witwe auf und führte ein vorbildliches asketisches Leben. Bukolos, der Bischof von Smyrna, ernannte ihn erst zum Diakon, dann zum Presbyter; nach dem Tod des Bukolos folgt er diesem im Amt nach. Eine Beziehung zum Apostel Johannes besteht nicht; die einzige apostolische Tradition ist der Vita Polycarpi zufolge die des Paulus, der Smyrna besucht haben soll. Polykarp entspricht dem in den (Paulus zugeschriebenen) Pastoralbriefen vermittelten Ideal eines christlichen Gemeindeleiters. Das Martyrium erzählt die Vita Polycarpi nicht, wahrscheinlich weil der Verfasser das Martyrium Polycarpi als bekannt voraussetzte.
Unter dem Namen des Chrysostomos ist eine sehr fragmentarische Lobrede auf Polykarp überliefert. Pseudo-Chrysostomos erzählte das Martyrium Polycarpi mit vielen biblischen Anspielungen und Steigerung der wunderhaften Elemente nach. Dabei scheint er das Ergehen Polykarps mit dem in der Apostelgeschichte erzählten Martyrium des Stephanus in Beziehung zu setzen; hier wie dort werden „die Juden“ für die Hinrichtung verantwortlich gemacht.
Dass der Märtyrer Polykarp in Italien früh verehrt wurde, lässt sich an den Kirchen von Ravenna ablesen: die Prozession der Märtyrer auf den Mosaiken von Sant’Apollinare Nuovo zeigt mehrheitlich Heilige aus Italien; dem östlichen Mittelmeerraum zuzuordnen sind Euphemia, Pelagia, Anastasia, Christina, Demetrius und Polykarp. Auch unter den Heiligen-Medaillons der Erzbischöflichen Kapelle befindet sich ein Bildnis Polykarps.

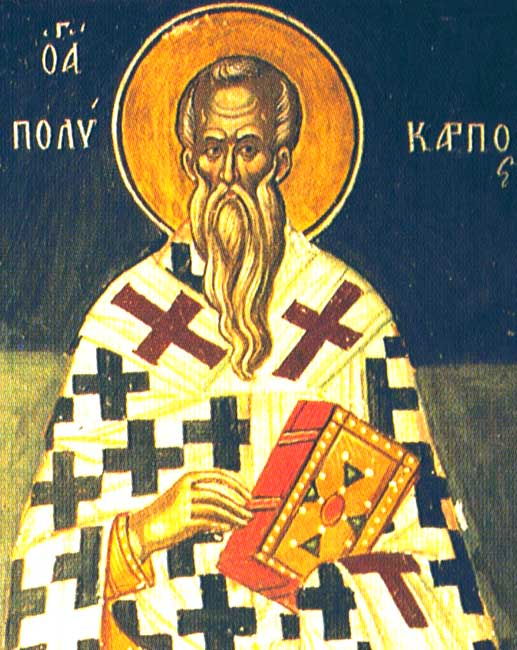
Polykarp

Im 9. Jahrhundert verfasste Metrophanes, der Metropolit von Smyrna, eine Homilie, die das voll entwickelte hagiographische Bild Polykarps enthält. Polykarp ist demnach vor allem Kämpfer für die christliche Wahrheit, der mächtige Wundertaten vollbringt und dadurch praktisch im Alleingang die heidnische Stadt Smyrna christianisiert. Dieser Missionserfolg bringt ihm die Todesstrafe ein. Das Martyrium wird knapp erwähnt; abschließend erzählte Metrophanes, wie Christus selbst den Märtyrer Polykarp Gott-Vater vorstellte: „Ich starb für ihn, und er starb für mich.“
Die stadtrömische Kirche Sant’Ambrogio della Massima beansprucht, die Reliquien des Polykarp von Smyrna zu besitzen. Ein Polykarp-Patrozinium haben beispielsweise die Kirchen St-Polycarpe (Lyon) und St-Polycarpe (Saint-Polycarpe) und Frankreich sowie San Policarpo (Rom) in Italien. „Polykarp wird bei Ohrenleiden angerufen und meist mit einer Krone und einem Palmzweig, den Dolch im Leibe, dargestellt.“
Polykarp wird im Christentum allgemein als Märtyrer gewürdigt. Viele Konfessionen verehren ihn als Heiligen. Sein traditioneller Gedenktag (orthodox, armenisch, koptisch, anglikanisch, evangelisch) ist der im Martyrium Polycarpi genannte Todestag, der 23. Februar. Im Calendarium Romanum Generale der Römisch-katholischen Kirche gilt der 26. Januar als Gebotener Gedenktag dieses Heiligen.